# Forach (Dornbirn)

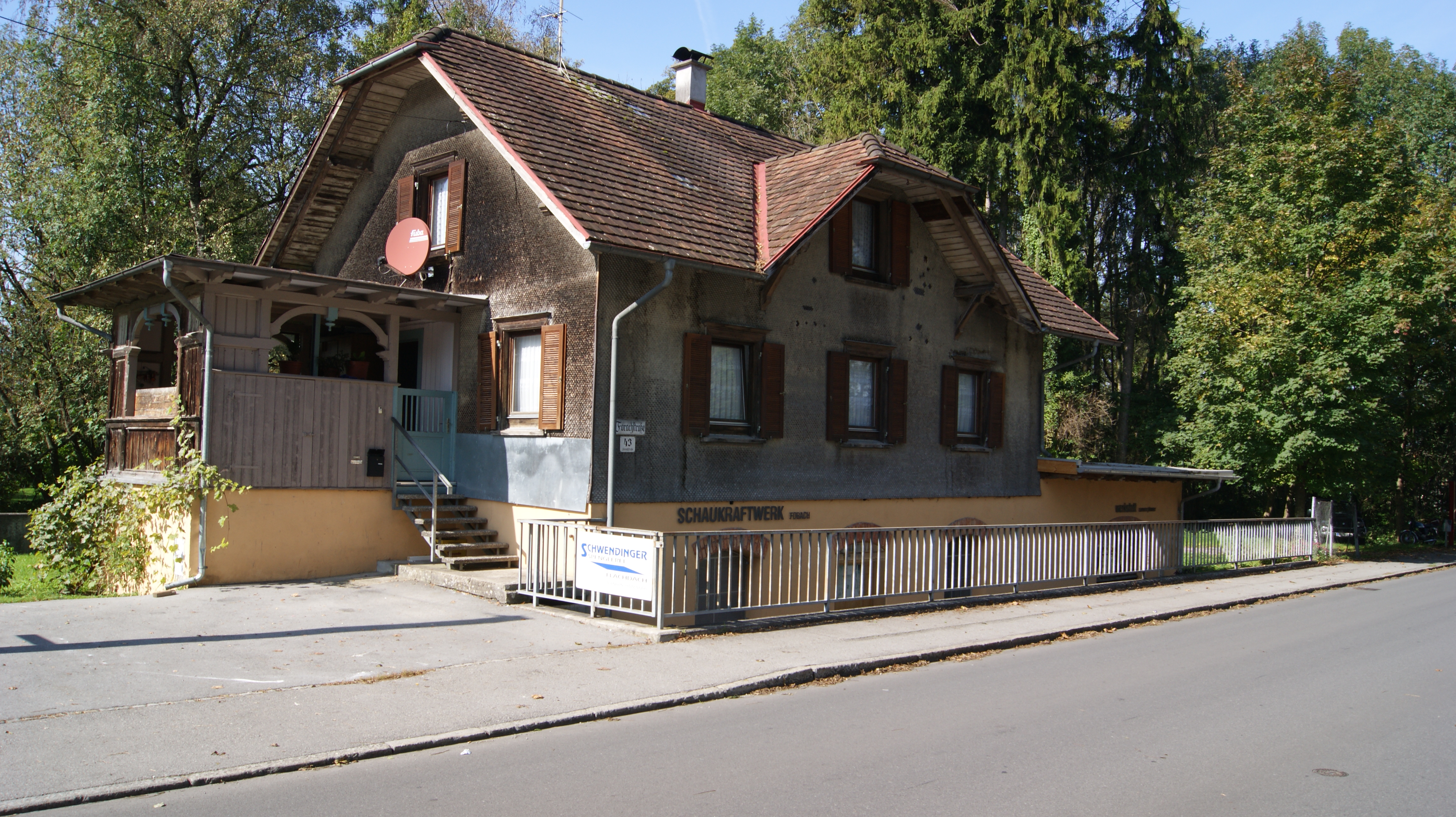
Kraftwerk Forach am Rand des Forachwäldchens

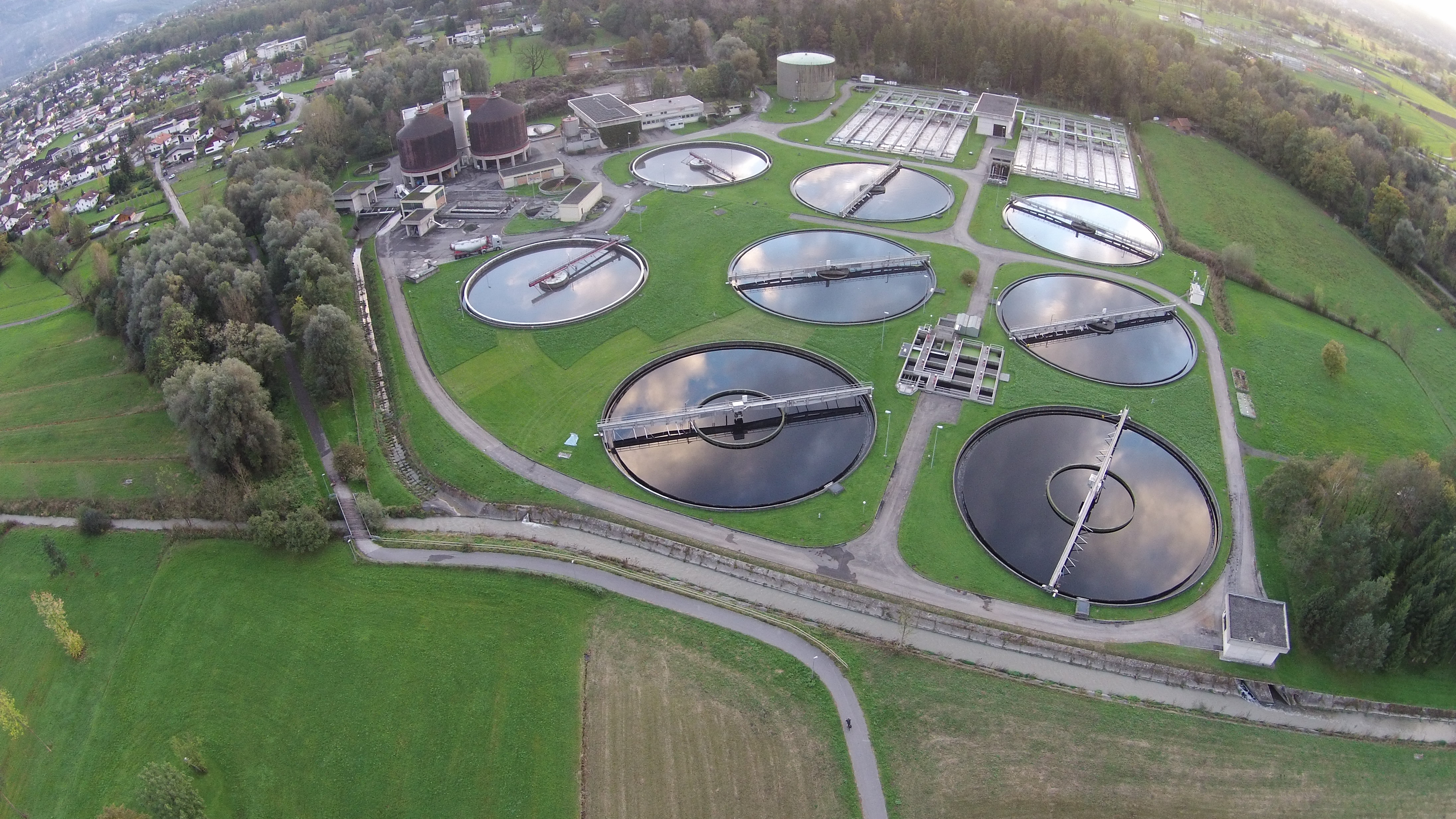
Kläranlage Dornbirn-Schwarzach

Forach (früher auch: Vorach) ist ein Ortsteil im nordwestlichen Gemeindegebiet der österreichischen Stadt Dornbirn, Bundesland Vorarlberg.

## Namensherkunft
Der Name Forach ist eine Flur- und Ortsbezeichnung. Sie soll sich auf die verbreiteten Bestände an Kiefern („Fohra“) in dem dortigen weitläufigen Flurgebiet beziehen, nach anderer Auslegung auf das Gebiet, das vor der Ache liegt (Dornbirner Ach).

## Geschichte
Die Ritter vom Ems besaßen in Dornbirn mehrere Flächen und Höfe zu Eigentum, nicht jedoch im Forach. Dieses Gebiet wird schon 1609 so benannt. Das Forach war früher eine Riedlandschaft, die vor allem als Viehweide benützt wurde. Die sogenannte Dorfer Viehweide erstreckte sich ursprünglich vom Rohrbach über den Forach und das Gebiet Werben bis zum heutigen Sender. 1565 erhielt Peter Rüdisser eine Mahd im Forach (Mehrerauer Lehenbuch). Die erst relativ späte Besiedelung des Gebietes und die fehlende dörfliche Struktur zeigt sich auch darin, dass sich hier keine Kapelle oder Kirche befindet. Ebenso besteht nur ein Kindergarten jedoch keine schulische Einrichtung und kein Dorfkern.

## Geografie, Topografie
Forach liegt als Teil des Bezirks Rohrbach im Nordwesten des Dornbirner Siedlungsgebiets auf durchschnittlich etwa 412 m ü. A. und ist vom Stadtzentrum von Dornbirn etwa 1,5 km Luftlinie entfernt. Es wird in das obere, mittlere und untere Forach unterteilt.

## Verkehr und Wirtschaft
Die Forachstraße ist die zentrale Erschließungsstraße, welche von der Rohrbachstraße nordwärts abzweigt und eine lange Sackgasse, an deren Ende sich der Sportplatz Forach und die Abwasserreinigungsanlage Dornbirn-Schwarzach (ARA) befindet.
Wirtschaftlich dominiert im Forach Kleingewerbe und Handwerk sowie noch etwas Landwirtschaft. Es befindet sich hier auch das letzte Kraftwerk am Müllerbach, das Kraftwerk Forach und das Schau-Kraftwerk Forach.

## Gewässer
Dominierend für das Forach sind der Müllerbach und der Karlesgraben. Der Forachgraben hat keine zentrale Funktion.